# Румен Сираков
Румен Сираков е един от най-изявените български изпълнители на тамбура, композитор и музикален педагог.

## Биография
Роден е на 1 октомври 1941 г. в село Блатешница, Радомирско, в семейството на музиканти и певци. Негов баща е прочутият шопски народен певец Павел Сираков. Учи се от народните музиканти Йордан Цветков и Рустем Трайков. През 1958 година постъпва в Ансамбъла за народни песни на Българското национално радио и за кратко време се утвърждава като солист, а учител му е Коста Колев. Записва стотици инструментални мелодии за тамбура, голяма част от които са в Златния фонд на Българското национално радио. През годините създава „Странджанска група“ (1965) с гъдуларя Михаил Маринов (1941 – 2000), кавалджията Стоян Величков (1930 – 2008) и гайдаря Костадин Варимезов (1918 – 2002), „Тракийска тройка“ (1968) с Михаил Маринов и Стоян Величков, с която записва стотици хора, съпровожда песните на именити певци, създава и свой оркестър – „Славия“ (1978). За оркестъра си пише хора. Повечето от тях са издържани в духа на шопската традиция, като например „Жочкино хоро“. През 1970-те години Румен Сираков съчетава звука на тамбурата с модерни инструменти, като акордеона и кларинета. Показателно в това отношение е неговото „Ихтиманско хоро“ с Трайчо Синапов – акордеон и Димитър Пасков – кларинет (1971). Важна част в творческата биография на Румен Сираков е приносът му за популяризиране на българската музика в чужбина. През 80-те години на миналия век Тракийската тройка и трио „Българка“ съставят група „Балкана“. С група „Балкана“, продуцирана от Джо Бойд гастролира с изключителен успех в САЩ, Европа и Австралия, изнася концерти на престижни сцени – Роял фестивал хол в Лондон, Кенеди сентър в Ню Йорк и др. Друго поле от творческия потенциал на Румен Сираков е педагогическата му работа. Той е сред първите преподаватели по тамбура с дългогодишен стаж в Двореца на децата в София. Учениците му днес са сред най-известните изпълнители на тамбура. Един от тях е Любомир Владимиров, с когото свирят в Оркестъра за народна музика. В „Брезнишка ръченица“, „Стойниното лице“ и много др. свирят заедно учител и ученик. Румен Сираков има много ученици и последователи, сред които е и тамбурджията Любомир Владимиров. През 2011 г. доц. Костадин Бураджиев издава книга за Румен Сираков, озаглавена „Тамбурата – сиромашкото пиано“. В половинвековната си творческа дейност Румен Сираков изгражда българската тамбурашка школа.
Умира на 4 март 2015 г. и е погребан в родното си село Блатешница.

## Дискография
| Година | Албум                                                          | Вид | Издател   | Каталожен номер |
| ------ | -------------------------------------------------------------- | --- | --------- | --------------- |
| 1970   | „Изпълнения на Тракийската тройка“                             | ЕP  | Балкантон | ВНМ 6101        |
| 1971   | „Изпълнения на Румен Сираков – тамбура“                        | ЕP  | Балкантон | ВНМ 6285        |
| 1975   | „Павел и Румен Сиракови“                                       | LP  | Балкантон | ВНА 1589        |
| 1977   | „Янка Танева“/ „Тракийската тройка“                            | LP  | Балкантон | ВНА 10215       |
| 2007   | „Музикалните инструменти на България. Румен Сираков – тамбура“ | CD  | Gega New  | GD 278          |